# Flossmoor
Flossmoor es una villa ubicada en el condado de Cook en el estado estadounidense de Illinois. En el Censo de 2020 tenía una población de 9,704 habitantes y una densidad poblacional de 1023.34 personas por km².

## Geografía
Flossmoor se encuentra ubicada en las coordenadas 41°32′21″N 87°41′9″O / 41.53917, -87.68583. Según la Oficina del Censo de los Estados Unidos, Flossmoor tiene una superficie total de 9.47 km², de la cual 9.47 km² corresponden a tierra firme y (0%) 0 km² es agua.

## Demografía
Según el censo de 2010, había 9464 personas residiendo en Flossmoor. La densidad de población era de 998,93 hab./km². De los 9464 habitantes, Flossmoor estaba compuesto por el 46.42% blancos, el 47.77% eran afroamericanos, el 0.07% eran amerindios, el 2.54% eran asiáticos, el 0.02% eran isleños del Pacífico, el 0.9% eran de otras razas y el 2.28% pertenecían a dos o más razas. Del total de la población el 3.2% eran hispanos o latinos de cualquier raza.